# Barry Crago
Barry Crago ist ein US-amerikanischer Politiker der Republikanischen Partei, der von 2021 bis 2025 Mitglied im Repräsentantenhaus von Wyoming war und seit 2025 Mitglied im Senat von Wyoming ist.

## Leben
Barry Crago, war als Rechtsanwalt und Rancher tätig, und wurde am 12. Januar 2021 als Nachfolger von Richard Tass für die Republikanische Partei Mitglied im Repräsentantenhaus von Wyoming und vertrat in diesem bis zum 6. Januar 2005 den Wahlkreis „House District 40“. Während seiner Mitgliedschaft im Repräsentantenhaus war er unter anderem zwischen 2021 und 2005 Mitglied des Justizausschusses (House Judiciary Committee) sowie von 2023 bis 2025 sowohl Mitglied des Ausschusses für Landwirtschaft, staatliche und öffentliche Grundstücke und Wasserressourcen (House Committee on Agriculture, State and Public Lands & Water Resources) als auch Mitglied des Ausschusses für Geschäftsordnung und Verfahren (House Committee on Rules & Procedure). Daneben fungierte er zwischen 2023 und 2025 als Vorsitzender des Sonderausschusses für die Finanzierung natürlicher Ressourcen (Select Committee on Natural Resource Funding) sowie zeitgleich Mitglied des Sonderausschusses für Wasser (Select Water Committee).
Am 6. Januar 2025 wurde Crago als Nachfolger von Dave Kinskey Mitglied im Senat von Wyoming und vertritt dort seither den „District 22 Johnson, Sheridan Counties“ dieser Kammer der Wyoming Legislature, der Legislative des Bundesstaates Wyoming. In der aktuellen Legislaturperiode ist er seit 2025 Mitglied des Senatsausschusses für Landwirtschaft, staatliche und öffentliche Grundstücke und Wasserressourcen (Senate Committee on Agriculture, State and Public Lands & Water Resources) und zugleich Mitglied des Justizausschusses des Senats (Senate Committee on Judiciary).

## Weblink
- Senator Barry Crago. In: Senat von Wyoming. Abgerufen am 23. Januar 2025 (englisch).